# CT Special Forces: Fire for Effect
 (décembre 2012).
Si vous disposez d'ouvrages ou d'articles de référence ou si vous connaissez des sites web de qualité traitant du thème abordé ici, merci de compléter l'article en donnant les références utiles à sa vérifiabilité et en les liant à la section « Notes et références ».
CT Special Forces: Fire for Effect (Special Forces: Nemesis Strike en Amérique du Nord) est un jeu vidéo de tir à la troisième personne développé par Asobo Studio et édité par Hip Games, sorti en 2005 sur Windows, PlayStation 2 et Xbox.

## Caractéristique
Le jeu propose 2 personnages possibles pour les 26 missions disponibles et peut aussi obtenir des médailles ou un emblème qui peut débloquer des bonus. Chaque mission est déjà attribuée à un personnage. Tous les ordres sont transmis du QG par Tracy, assistante du général Banner (chef du CTSF), qui est responsable de la communication.

## Personnages jouables

### Stealth Owl
Rapide, agile et d'une précision mortelle, Owl est le roi des ninjas modernes. Il a une capacité extraordinaire d'infiltrer les lignes ennemies, tandis que le reste du temps il reste caché. Utilisant les armes de haute technologie et l'état de son art à manier un « sniper », il prend ses ennemis par surprise, même à une longue distance. En combat rapproché il peut activer son système de camouflage de son costume de combat pour se fondre dans l'environnement et confondre ses ennemis. Il est armé avec des grenades magnétiques pour désarmer les gardes par une attaque surprise et il porte des « gadgets » ultramodernes qui sont fournis par les laboratoires d'armement des militaires hautement placés. Un expert en parachute, il peut être déployé dans toutes les situations et toutes les conditions.

### Raptor
Lourdement équipé et il porte une armure électromagnétique qui le protège des balles. Raptor est très bien protégé contre des balles et des explosions, et sa puissance de feu fait de lui l'ennemi numéro 1 de Némésis. Un spécialiste des armes lourds, tel que le « bazooka », lance-missile et d'autres lance-grenades, il peut détruire tout ce qui se trouve sur son chemin, en laissant à ses opposants peu de chance de battre en retraite. Ses aptitudes en manipulation en véhicule motorisé fait de lui le parfait personnage pour percer rapidement les tirs ennemis pour sauver ou évacuer des otages.